# Schloss Hantberg

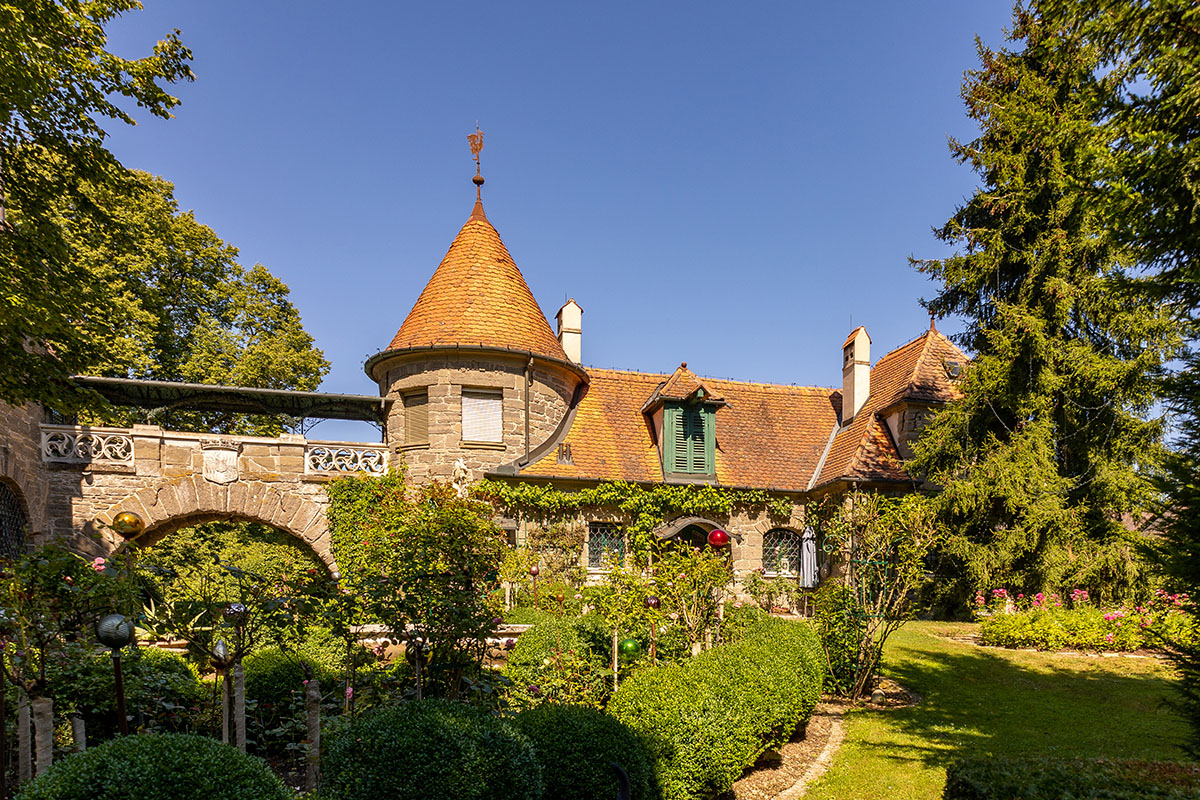
Schloss Hantberg

Das Schloss Hantberg liegt in Johnsdorf-Brunn im Bezirk Südoststeiermark in der Steiermark in Österreich.

## Geschichte
Das Schloss Hantberg ist eng mit der Liebesgeschichte des belgischen Grafen Clemente de Renesse und der Johnsdorfer Schlossherrin Josefa Herring verbunden. Der Graf erwarb um die Wende vom 19. auf das 20. Jahrhundert zahlreiche Grundstücke in der Umgebung, um seiner Angebeteten nahe zu sein. Erst nach dem Tod ihres Ehemanns durfte er Josefa 1909 heiraten. Schon im Jahr 1897 begann Grafen Clemente de Renesse mit dem Bau des Schlosses. Nach dem Ende des Ersten Weltkriegs verarmte das Paar. Im Jahr 1929 verstarb der Graf, 1952 auch seine Gattin.
Nach dem Erwerb durch Paula Freiin von Hammer-Purgstall wurde das Schloss sorgfältig renoviert. Im Jahr 1980 erwarben Elfriede Grete und Josef Franz Pscheidl das Anwesen  und investierten über 12 Jahre in umfangreiche Zubauten. Dabei wurden die gleichen Steine verwendet, um die Erweiterungen nahtlos in das bestehende Schloss zu integrieren.
Ende 2022 erwarb ein Finanzunternehmen das Gebäude.

## Beschreibung
Schloss Hantberg wurde im letzten Viertel des 19. Jahrhunderts im Stil des Historismus errichtet. Der Baukörper aus Sichtmauerwerk, das eine gewisse Wehrhaftigkeit vortäuscht, besteht aus zwei Flügeln, die über eine Brücke miteinander verbunden sind. Im Schloss gibt es eine Kapelle und es ist von einer Parkanlage umgeben.